# Capri (Peppino di Capri)
Capri è un album di Peppino di Capri, pubblicato il 30 luglio 2006, colonna sonora della seria televisiva di Rai 1.

## Il disco
Il disco è la prima colonna sonora composta da Peppino di Capri.
Il cantautore è stato scelto perché la fiction di Rai 1 si svolge a Capri.
Il CD è stato stampato sotto l'etichetta Lucky Planets LKP 703.
Nella copertina del CD, il cantante ringrazia i registi Enrico Oldoini e Francesca Mazza.
Tutti i pezzi sono stati scritti da Peppino. Il disco propone 20 brani strumentali e in bonus tre canzoni, Malafemmena, Capri sempre blu e Luna caprese.
Molti pezzi del disco hanno una breve durata.
La copertina del CD su un fondo blu presenta un'etichetta dove è scritto Capri.
All’interno del digipack, sono inserite cinque fotografie tratte della seria televisiva, mostrando degli attori protagonisti della fiction.
Non viene indicato sul CD detagli sulla formazione.

## Tracce
1. Capri in love – 2:46
2. Uè reginè – 1:43
3. Tristema – 2:55
4. Aliscafo – 2:55
5. Grotta smeraldo – 1:44
6. Giù al faro – 1:21
7. In piazzetta – 1:58
8. Just in time – 3:30
9. Axel Munthe – 2:18
10. Scogliera – 1:40
11. Anacapri – 2:09
12. La certosa – 1:19
13. Marina grande – 2:27
14. Capri life – 2:53
15. Villa Jovis – 2:10
16. Marina piccola – 3:08
17. Oi né – 1:31
18. Taranta caprese – 1:52
19. Grotta Azzurra – 2:03
20. Dint’o core – 1:41
21. Malafemmena – 2:45
22. Capri sempre blu – 3:47
23. Luna caprese – 4:23

## Formazione
- Peppino di Capri: pianoforte, voce